# CSV 2004 Tomis Constanța
Der CSV 2004 Tomis Constanța ist ein rumänischer Frauen-Volleyballverein aus Constanța. Der Verein wurde 2004 gegründet und spielt in der höchsten rumänischen Liga. 2011 und 2012 wurde Tomis Constanţa Rumänischer Meister und 2011 Rumänischer Pokalsieger. International erreichte man 2009/10 das Viertelfinale und 2010/11 das Achtelfinale im CEV-Pokal. 2011/12 schied man in der Vorrunde der Champions League aus. 2012/13 trat Tomis Constanța erneut in der Champions League an.